# Geophis dubius
Geophis dubius — вид змій родини полозових (Colubridae). Ендемік Мексики.

## Поширення і екологія
Geophis dubius мешкають в горах на території штатів Оахака і Веракрус. Вони живуть у вологих гірських лісах і сосново-дубових лісах, трапляються на пасовищах і кавових плантаціях. Зустрічаються на висоті від 1420 до 2260 м над рівнем моря.